# 복사뼈
복사뼈(malleolus, 복사, 과)는 발목 양쪽의 튀어나온 부위이다. 각 다리는 두 개의 뼈, 즉 다리 안쪽(내측)의 경골과 다리 바깥쪽(측면)의 비골로 지지된다. 안쪽 복사(medial malleolus, 내과)는 정강뼈(tibia) 아래쪽 끝부분에 의해 형성된 발목 안쪽의 돌출부이다. 가쪽 복사(lateral malleolus, 외과)는 종아리뼈(fibula) 아래쪽 끝부분, 즉 비골의 하단에 의해 형성된 발목 바깥쪽에 돌출된 부분이다.

## 같이 보기
- 콩팥 잔
- 콩팥 깔때기

## 참고 문헌
이 문서는 현재 퍼블릭 도메인에 속하는 그레이 해부학 제20판(1918) page 5의 내용을 기초로 작성된 글이 포함되어 있습니다.